# Federico Vassallo
Federico Vassallo (Padova, 16 settembre 1968) è un cantautore italiano.

## Biografia
Nasce a Padova il 16 settembre 1968. Dopo aver studiato per qualche anno flauto traverso, comincia a suonare la chitarra e scrive le prime canzoni. Al liceo forma un gruppo e tiene i primi concertini. Nel 1987 un'etichetta locale, la Garage Record, pubblica il suo primo 45 giri dal titolo Queste notti. Il brano comincia a girare nei juke box.
Nel 1990 entra in contatto con i discografici Ezio Scimè e Amleto Silvestri, che con New Enigma-Dischi Ricordi pubblicano il suo primo album dal titolo Come i cartoni animati, prodotto e arrangiato da Rodolfo Grieco.
Nello stesso anno partecipa al Festivalbar 1990 con il singolo Ascoltami questa canzone, arrivando alla finale del Disco Verde e partecipando a varie manifestazioni musicali del periodo.
Nel 1991 viene richiamato al Festivalbar da Vittorio Salvetti.
Nel 1993 esce il suo secondo album, omonimo, prodotto da Vince Tempera e Massimo Luca, storico chitarrista di Lucio Battisti. Il brano Sarei farfalla entra nelle classifiche radiofoniche. Sempre in quell'anno scrive alcuni brani per il secondo album di Francesca Alotta. Uno di questi, Viaggiando, cantato dalla Alotta in coppia con Fiordaliso, sarà la sigla finale dell'edizione di Domenica in del 1993.
Nel 1997 Mario Ragni, discografico italiano e, a quel tempo, direttore artistico della Ricordi, supervisiona la registrazione con la sua band il suo terzo album: Buono. Quell'anno però la Ricordi si fonde con la multinazionale BMG che esegue importanti modifiche ai vertici, cambiando la direzione artistica, e l'album non viene pubblicato.
Vassallo nel 1999 partecipa all'accademia di Sanremo.
In seguito passa anni difficili dai quali riesce a uscire solo nel 2003.
Nel 2013 l'etichetta milanese Pull Music riscopre l'album Buono e decide di pubblicarlo nel marzo di quell'anno, a distanza di 16 anni dalla registrazione. L'album contiene undici brani scritti dallo stesso Vassallo e arrangiati con la sua band: Nicola Pietrogrande (basso), Paolo Rettore (chitarre), Guido Rosa (pianoforte e tastiere) e Davide Zanetti (batteria). Il primo singolo in uscita nelle radio è stato Il sole arriverà. Nell'aprile 2013 Federico entra in studio con la band (alla quale si sono aggiunti Gastone Scarzanella al basso e Diego Vergari alla batteria) e registra una nuova versione di Stelle stelline, che esce come secondo singolo in tutti gli store digitali.
Nel 2014 Federico è al lavoro per registrare il suo quarto disco Ultima chiamata senza risposta, prodotto da Max Trisotto . Nell'aprile di quell'anno viene pubblicato in anteprima il singolo In giro. A dicembre 2014 è uscito Ho fatto luce, il secondo estratto. Il 12 maggio 2015 viene messo in commercio Accendi il mondo, terzo singolo dell'album.

## Discografia

### Album
- 1990 - Come i cartoni animati
- 1993 - Federico Vassallo
- 2013 - Buono
- 2015 - Ultima chiamata senza risposta

### Singoli
- 1987 - Queste notti
- 1990 - Siamo qua
- 1993 - Tremendamente soli
- 1993 - Sarei farfalla
- 1993 - Io e te (con Francesca Alotta)
- 2013 - Il sole arriverà
- 2013 - Stelle stelline
- 2014 - In giro
- 2014 - Ho fatto luce
- 2015 - Accendi il mondo